# Metro: Last Light
Metro: Last Light är en förstapersonsskjutare med survival horror- och sneak 'em up-element, utvecklat av dem ukrainska spelstudion 4A Games och gavs ut av Deep Silver under maj 2013 till Microsoft Windows, OS X, Linux, Playstation 3 och Xbox 360. En Playstation 4- och en Xbox One-version av spelet har tillkännagivits, dock utan ett releasedatum.
Spelet utspelar sig i ett post-apokalyptiskt Moskva, och som ingår i novellen Metro 2033:s universum och dess uppföljare, skriven av den ryske författaren Dmitrij Gluchovskij, men följer inte några direkta berättelser från böckerna. Spelet, som tidigare tillkännagavs som Metro 2033, är en uppföljare till Metro 2033 från 2010, och trots att Gluchovskij samarbetade med utvecklaren 4A Games har spelet inget samband med boken Metro 2034. Rykten på Gluchovskijs hemsida pekar på att den kommande boken, Metro 2035, kommer att handla om berättelsen i Metro: Last Light.
Spelet publicerades tidigare av THQ och förväntades att släppas runt mitten av 2012. Den 2 februari 2012 meddelades att spelet skulle försenas till det första kvartalet 2013, och den 1 mars 2013 försenas spelet på nytt till maj samma år. Efter THQ:s nedläggning i januari 2013 förvärvades spelets Immaterialrätt av utgivaren Deep Silver.
Metro: Last Light uppföljs av Metro Exodus som släpptes den 15 februari 2019.